# ヴィリ・オルバン
ヴィリ・オルバン（Willi Orban、1992年11月3日 - ）は、ドイツ・ラインラント＝プファルツ州・カイザースラウテルン出身のプロサッカー選手。ポジションはDF。ブンデスリーガ・RBライプツィヒ所属。ハンガリー代表。

## 経歴

### クラブ
4歳の時に地元クラブの1.FCカイザースラウテルンの下部組織に入団。2011年、バイエルン・ミュンヘン戦でトップチームデビュー。
2015年5月、RBライプツィヒに移籍。この移籍はカイザースラウテルンのサポーターの強い反発を買った。

### 代表
オルバン自身はドイツ生まれだが、父親はハンガリー出身で母親はポーランド出身である。このような出自から、ドイツ、ハンガリー、ポーランドの3つの代表を選ぶ権利を有し、ユース年代ではドイツ代表でプレーした。
2018年10月、ハンガリー代表の招集に応じ、12日のギリシャ戦でハンガリー代表デビューを果たした。11月15日、UEFAネーションズリーグ2018-19のエストニア戦で代表初ゴールをマーク。
UEFA EURO 2024に選出